# Райн-Ерфт
Райн-Ерфт (нім. Rhein-Erft-Kreis) — район в Німеччині, в складі округу Кельн землі Північний Рейн-Вестфалія. Адміністративний центр — місто Берггайм.

## Населення
Населення району становить 470 089 осіб (2018).

## Адміністративний поділ
Район поділяється на 10 міст (нім. Städte):
| №  | Комуна/ місто | Площа, км² | Населення, осіб (2011) | Центр     |
| -- | ------------- | ---------- | ---------------------- | --------- |
| 1  | Бедбург       | 80,3       | 24608                  | Бедбург   |
| 2  | Берггайм      | 96,3       | 61668                  | Берггайм  |
| 3  | Брюль         | 36,1       | 44331                  | Брюль     |
| 4  | Весселінг     | 23,4       | 35154                  | Весселінг |
| 5  | Гюрт          | 51,2       | 58673                  | Гюрт      |
| 6  | Ельсдорф      | 66,2       | 21182                  | Ельсдорф  |
| 7  | Ерфтштадт     | 119,9      | 50502                  | Ерфтштадт |
| 8  | Керпен        | 113,9      | 64839                  | Керпен    |
| 9  | Пульгайм      | 72,2       | 54031                  | Пульгайм  |
| 10 | Фрехен        | 45,1       | 50590                  | Фрехен    |

| Німеччина | Це незавершена стаття з географії Німеччини. Ви можете допомогти проєкту, виправивши або дописавши її. |

1. ↑  https://www.landesdatenbank.nrw.de/ldbnrw/online;jsessionid=FBC481AAC50656B8CA9E933111BC242A.ldb2?sequenz=tabelleErgebnis&selectionname=12411-31iz
2. ↑  https://www.destatis.de/DE/Themen/Laender-Regionen/Regionales/Gemeindeverzeichnis/Administrativ/04-kreise.html